# Gymnoconia potentillae
Gymnoconia potentillae är en svampart som först beskrevs av Shkarupa, och fick sitt nu gällande namn av Azbukina 2005. Gymnoconia potentillae ingår i släktet Gymnoconia och familjen Phragmidiaceae.   Inga underarter finns listade i Catalogue of Life.